# Odacantha
Odacantha är ett släkte av skalbaggar som beskrevs av Gustaf von Paykull 1798. Odacantha ingår i familjen jordlöpare.
Släktet innehåller bara arten Odacantha melanura.

## Bildgalleri

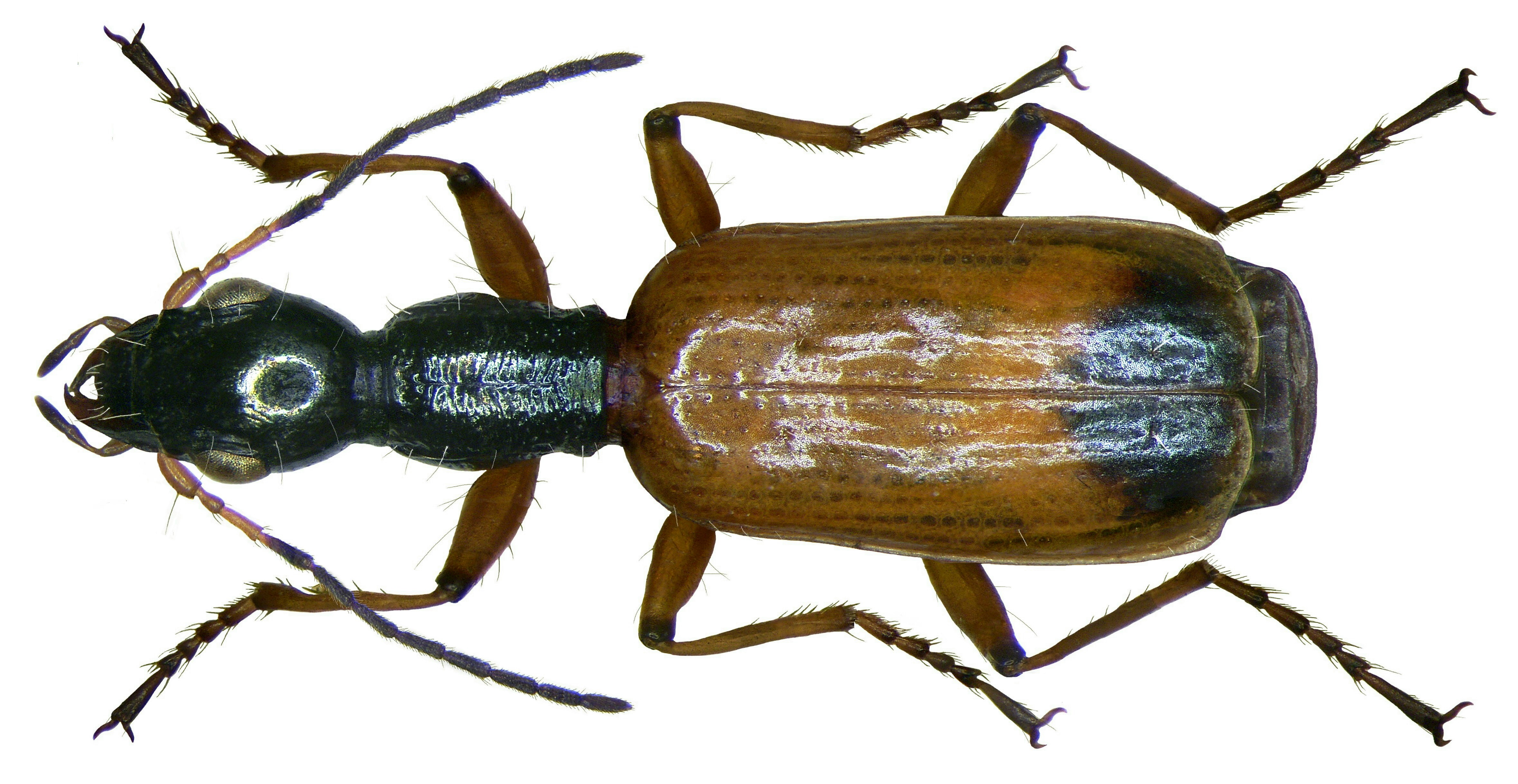
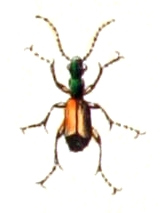